# Вендаш-Новаш
Ве́ндаш-Но́ваш (порт. Vendas Novas; ['vẽdɐʃ 'nɔvɐʃ]) — город в Португалии, центр одноимённого муниципалитета округа Эвора. Численность населения — 10,0 тыс. жителей (город), 12,0 тыс. жителей (муниципалитет). Город и муниципалитет входит в регион Алентежу и субрегион Алентежу-Сентрал. По старому административному делению входил в провинцию Алту-Алентежу.

## Расположение
Город расположен в 50 км западнее города Эвора на автотрассе Лиссабон — Мадрид.
Расстояние до:
- Лиссабон — 60 км
- Эвора — 49 км
- Порталегре — 112 км
- Сантарен — 67 км
- Сетубал — 41 км
- Бежа — 89 км

Муниципалитет граничит:
- на востоке — муниципалитет Монтемор-у-Нову
- на юге — муниципалитет Алкасер-ду-Сал
- на западе — муниципалитет Палмела
- на северо-западе — муниципалитет Монтижу

## Население
| 1970 | 1981   | 1991   | 2001   | 2004   |
| 8587 | 10 933 | 10 476 | 11 619 | 11 957 |

## История
Муниципалитет основан в 1962 году.

## Районы
| Фрегезии (районы) муниципалитета Вендаш-Новаш | Фрегезии (районы) муниципалитета Вендаш-Новаш | Фрегезии (районы) муниципалитета Вендаш-Новаш | Фрегезии (районы) муниципалитета Вендаш-Новаш | Фрегезии (районы) муниципалитета Вендаш-Новаш | Фрегезии (районы) муниципалитета Вендаш-Новаш | Фрегезии (районы) муниципалитета Вендаш-Новаш |
| --------------------------------------------- | --------------------------------------------- | --------------------------------------------- | --------------------------------------------- | --------------------------------------------- | --------------------------------------------- | --------------------------------------------- |
| №                                             | Наименование                                  | Оригинальное наименование                     | Кол-во жителей чел.(2001)                     | Территория км²                                | Плотность чел./км²                            | Почтовый индекс                               |
| 1                                             | Вендаш-Новаш                                  | Vendas Novas                                  | 10852                                         | 152,87                                        | 70,99                                         | 7080-000 VENDAS NOVAS                         |
| 2                                             | Ландейра                                      | Landeira                                      | 767                                           | 69,64                                         | 11,01                                         | 2965—000 LANDEIRA                             |